# Ricky Lumpkin
Ricky Lumpkin (Mount Holly, 7 settembre 1988) è un giocatore di football americano statunitense che gioca nel ruolo di defensive tackle per gli Oakland Raiders della National Football League (NFL). Al college giocò a football alla Kentucky University.

## Carriera professionistica

### Arizona Cardinals
Tutta la stagione 2011 venne passata nella squadra d'allenamento degli Arizona Cardinals. Il 3 gennaio 2012 firmò un nuovo contratto come riserva futura. Il 25 agosto venne multato di 21.000$ dalla NFL, a causa di un duro colpo alla testa su un giocatore avversario durante la terza partita di pre-stagione. Il primo settembre passò nella squadra d'allenamento. Il 15 dicembre venne promosso in prima squadra, debuttando come professionista il giorno seguente contro i Detroit Lions. Il 17 dello stesso mese venne svincolato. Il giorno dopo rifirmò con la squadra d'allenamento dei Carfinals. Chiuse giocando una sola partita con un tackle. L'11 gennaio 2013 firmò come riserva futura. Il 6 settembre venne definitivamente svincolato.

### Oakland Raiders
Firmò con gli Oakland Raiders un contratto biennale per un totale di 900.000$. Chiuse la stagione giocando una partita.

## Vittorie e premi
Nessuno

## Statistiche
| Partite totali      | 2   |
| Partite da titolare | 0   |
| Tackle              | 1   |
| Sack                | 0,0 |
| Intercetti          | 0   |
| Fumble forzati      | 0   |
| Fumble recuperati   | 0   |
| Passaggi deviati    | 0   |
| Penalità fatte      | 0   |

Statistiche aggiornate al 4 febbraio 2014